# Зофянувка
Зофянувка (пол. Zofianówka) — село в Польщі, у гміні Міхів Любартівського повіту Люблінського воєводства.
Населення — 52 особи (2011).

## Демографія
Демографічна структура станом на 31 березня 2011 року:
|          | Загалом | Допрацездатний вік | Працездатний вік | Постпрацездатний вік |
| -------- | ------- | ------------------ | ---------------- | -------------------- |
| Чоловіки | 27      | 6                  | 15               | 6                    |
| Жінки    | 25      | 5                  | 11               | 9                    |
| Разом    | 52      | 11                 | 26               | 15                   |